# Niall Garve O'Donnell
Niall Garbh O Domhnaill (en inglés Niall Garve O'Donnell; 1569 - 1626). Jefe gaélico irlandés, miembro del clan O'Donnell. Es conocido por apoyar a los ingleses durante la Guerra de los Nueve Años en contra de su pariente Red Hugh O'Donnell.
Cuando su primo Red Hugh fue proclamado jefe de O'Donnell en 1592, Niall Garbh se opuso a él, lo que dio lugar a una disputa interna entre ambos miembros del clan en la que Niall salió derrotado. Tras esos acontecimientos tuvo que ceder a su primo el castillo de Lifford.
Mientras que Red Hugh se hallaba inmerso en su lucha contra los ingleses, Niall trató de explotar la situación políticamente, llegando a un acuerdo con el gobierno inglés. Así, tropas inglesas dirigidas por Henry Docwra consiguieron desembarcar en Derry con el apoyo de Niall, lo que supuso un serio golpe para la coalición O'Neill-O'Donnell. Sin embargo, en 1601 tuvo enfrentamientos con el Lord Diputado que, aunque apoyaba a Niall en sus reclamaciones al Señorío de Tyrconnell y a la jefatura de O'Dnnell, no podría permitirle ataques contra Cahir O'Doherty en Inishowen.
Tras la partida de Red Hugh en 1602, Niall Garve trató de hacerse con la jefatura del clan, y fue proclamado 25 jefe O'Donnell en 1603, pero sin obtener la mayoría requerida. Fue repudiado por los partidarios de Red Hugh, que eligieron al hermano menor de este, Rory. Ambos adversarios viajaron a Londres en 1603 para tratar de resolver la cuestión, fallando el consejo privado a favor de Rory.
Como consecuencia, Jacobo I de Inglaterra concedió tierras a Niall Garve, pero elevó a Rory a la nobleza con el título de I conde de Tyrconnell, y le concedió el Señorío de Tyrconnell
Años más tarde, Niall se unió a la rebelión de O'Doherty contra la Corona inglesa en 1608, pero tanto él como su hijo Neachtain fueron apresados y enviados a la Torre de Londres donde permanecieron hasta su muerte.
Niall estaba casado con Nuala, hermana de Red Hugh y Rory O'Donnell. Cuando Rory y Hugh O'Neill decidieron huir a Roma en 1607, Nuala, que había abandonado a su marido, les acompañó, llevándose a su hija Grania. 